# 山内恵美
山内 恵美【Amy】（やまうち えみ【えいみい】、1月17日生まれ。）は、沖縄県で活動するラジオパーソナリティー。福岡県出身。
米国ウェディングコンサルタント協会認定ウェディングプランナー検定2級、ブライダルMCアライアンス会員、書道1級、けん玉4級。
司会名が二つあり、「Amy」は自身の番組、バラエティまたは音楽関連の番組やイベントの時に使用し、「山内恵美」は前出ジャンル以外の番組やイベント司会、披露宴司会で使用される。

## ラジオ(レギュラー)
- 【小ネタ超特急(エフエム那覇)】（2006年 - 現在）
- ラジオ沖縄「おしゃべりプレス」（1992年 - 1994年）
- エフエム那覇「Monster’s Rock Radio」（2003年 - 2006年）
- FMたまん「Dream in Sweet Home」（2007年 - 2008年）

## エピソード
- 趣味のフィギュア集めが高じて、住宅雑誌に部屋が紹介されたことがある。
- 自身の番組内で、高校時代に同人活動をしていた「黒歴史」を話してしまい、それが九州では比較的有名なサークルであったために、番組終了後にリスナーからサークル名や同人誌名の問い合わせが相次いだ。
- 洋楽ロック専門番組の生放送中に、沖縄観光中のマーティ・フリードマンがスタジオの前を通りかかったので、そのまま生放送に急遽出演させたことがある。ちなみにその前日にインタビューをしていたので、全くの初対面のアーティストを強引に出演させたということではないらしい。
- 玩具店でけん玉を見つけたことをきっかけに、「日本けん玉協会主催 級・段位認定会」に参加。けん玉4級の認定を受けた。
- SM調教師をゲストに迎えた時、本人だけでなくディレクターなどスタジオの全員が上半身に亀甲縛りをされたままで番組をオンエアした事がある。